# Susanna i els vells (Rubens)
Susanna i els vells és una pintura de l'artista neerlandès Peter Paul Rubens, realitzada el 1607. Es conserva a la Galeria Borghese a Roma, Itàlia.